# GOGOサンデー
『GOGOサンデー』（ゴーゴーサンデー）は、1985年4月7日から9月29日までTBS系列が編成していたTBS製作の単発特別番組枠である。編成時間は毎週日曜19:30 - 20:54 （日本標準時）。
本項では、1985年10月6日から11月3日までTBS系列が同じ時間帯に編成していた固有枠名無しの単発特別番組枠についても触れる。

## 概要
バラエティに富んだ単発番組を放送していた枠。オープニングタイトルのイラストは松下進が手掛けた。20時までの30分枠が三菱電機の一社提供で、20時以降の54分枠が三菱電機以外の複数社提供（日産グループの企業など）となっていた。

## 放送番組一覧

### GOGOサンデー
- 50万個！ドミノ倒しに挑戦
- 第3回巨泉の発明ジャパンカップ - 大橋巨泉司会。一般人が発明した品物を芸能人が当てるクイズ。柔道形式[要説明]によって解答の正誤を決める。
- ジャッキー・チェンのカンフーおもしろ大全集 - ジャッキー・チェン、サモ・ハン・キンポー、ユン・ピョウ出演映画を公開。司会は伊東四朗とマリアン。
- 松田聖子最後のTV出演！
- 大リーグいい場所 やった！日本人江夏豊の215球
- ご存知ドリフのびっくり体験！
- ホームビデオ大賞（6月23日） - プロ野球ナイター中継の雨天中止によって放送。
- 007ドット90分
- 永久に歌い継がれる演歌全21曲
- ザ・チャレンジ・オリンピックアメリカ（2週連続放送）
- 決定版!!チビッ子歌謡日本一
- 爆笑特番！6大学スポーツグラフィティ
- 史上初!!3500メートル！空中ブランコに決死の大挑戦（最終回）

### 固有枠名無しの単発特別番組枠
- 70万個！ドミノ倒しに挑戦 - 『GOGO』第1回に放送された番組の続編。
- 第5回日本作曲大賞・今夜決定！栄冠はだれの手に！
- 必見！大公開！華麗なる英国貴族のすべて!!
- '85スーパーテニス・決勝
- 第4回巨泉の発明ジャパンカップ（最終回）

参考：『朝日新聞』朝日新聞社、ラジオ・テレビ欄。

## ネット局
- 東京放送（現在：TBS）制作局。
- 北海道放送
- 青森テレビ
- IBC岩手放送
- 東北放送
- テレビユー福島
- テレビ山梨
- 新潟放送
- 信越放送
- 静岡放送
- 中部日本放送（現在：CBC）
- 北陸放送
- 毎日放送
- 山陰放送
- 山陽放送（現在：RSK山陽放送）
- 中国放送
- テレビ山口
- テレビ高知
- RKB毎日放送
- 長崎放送
- 熊本放送
- 大分放送
- 宮崎放送
- 南日本放送
- 琉球放送

| TBS 日曜19:30枠 （20時まで三菱電機の一社提供） | TBS 日曜19:30枠 （20時まで三菱電機の一社提供）                                                     | TBS 日曜19:30枠 （20時まで三菱電機の一社提供） |
| 前番組 | 番組名                                                                                             | 次番組 |
| --- | -------------------------------------------------------------------------------------------------- | --- |
| 三菱アクションドキュメンタリー THEチャレンジャー （1983年11月6日 - 1985年3月24日） ※19:30 - 20:00日曜ゴールデン特版 （1984年10月28日 - 1985年3月24日） ※20:00 - 20:54 | GOGOサンデー （1985年4月7日 - 9月29日） ↓ 固有枠名無しの単発特別番組枠 （1985年10月6日 - 11月3日） | 三菱アクションドキュメンタリー チャレンジャー （1985年11月10日 - 1986年9月28日） ※19:30 - 20:00ザ・スペシャル （1985年11月10日 - 1986年1月19日） ※20:00 - 20:54 |